# 江の島ヨットハーバー
- 江ノ島ヨットハーバー

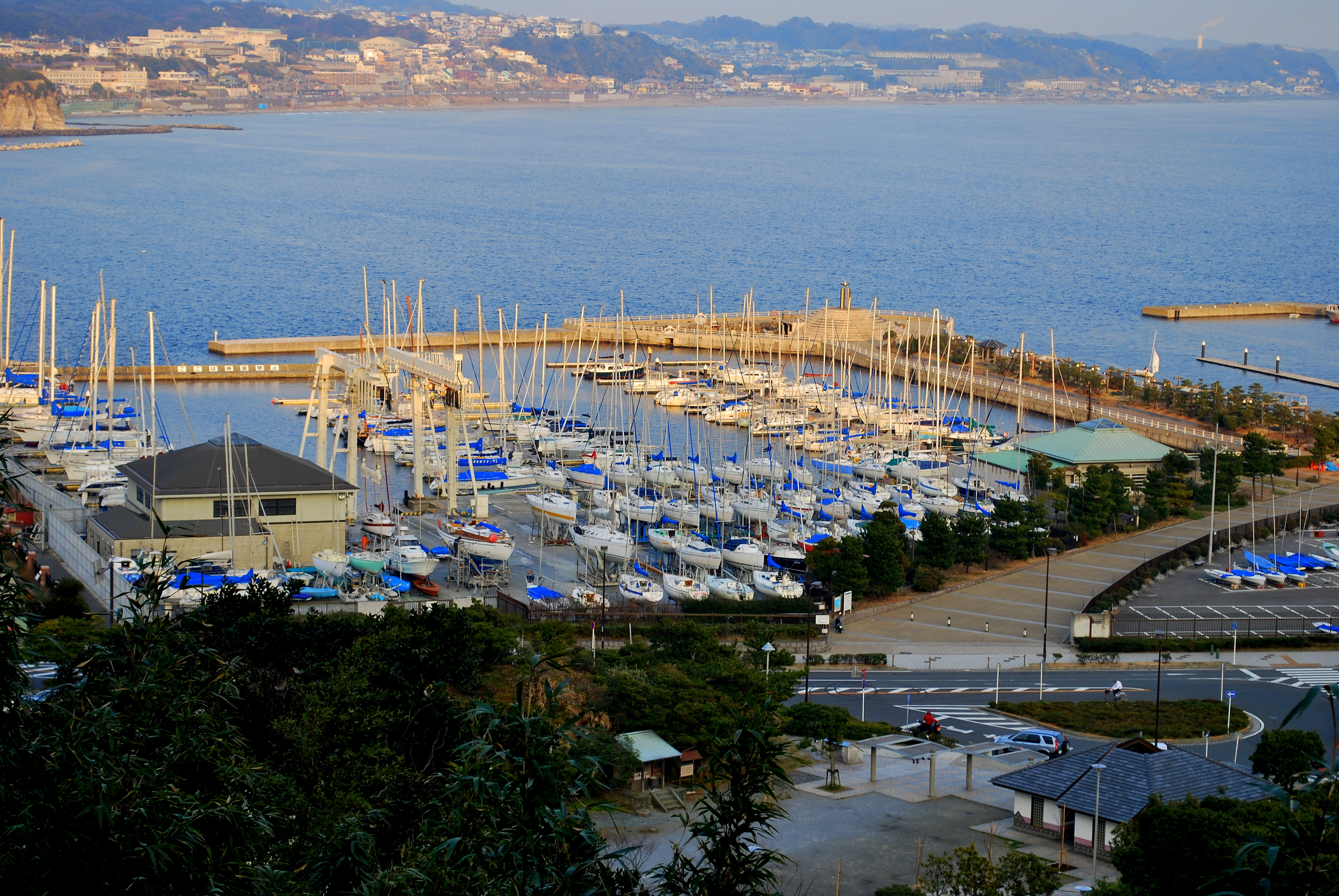
マリーナの全景

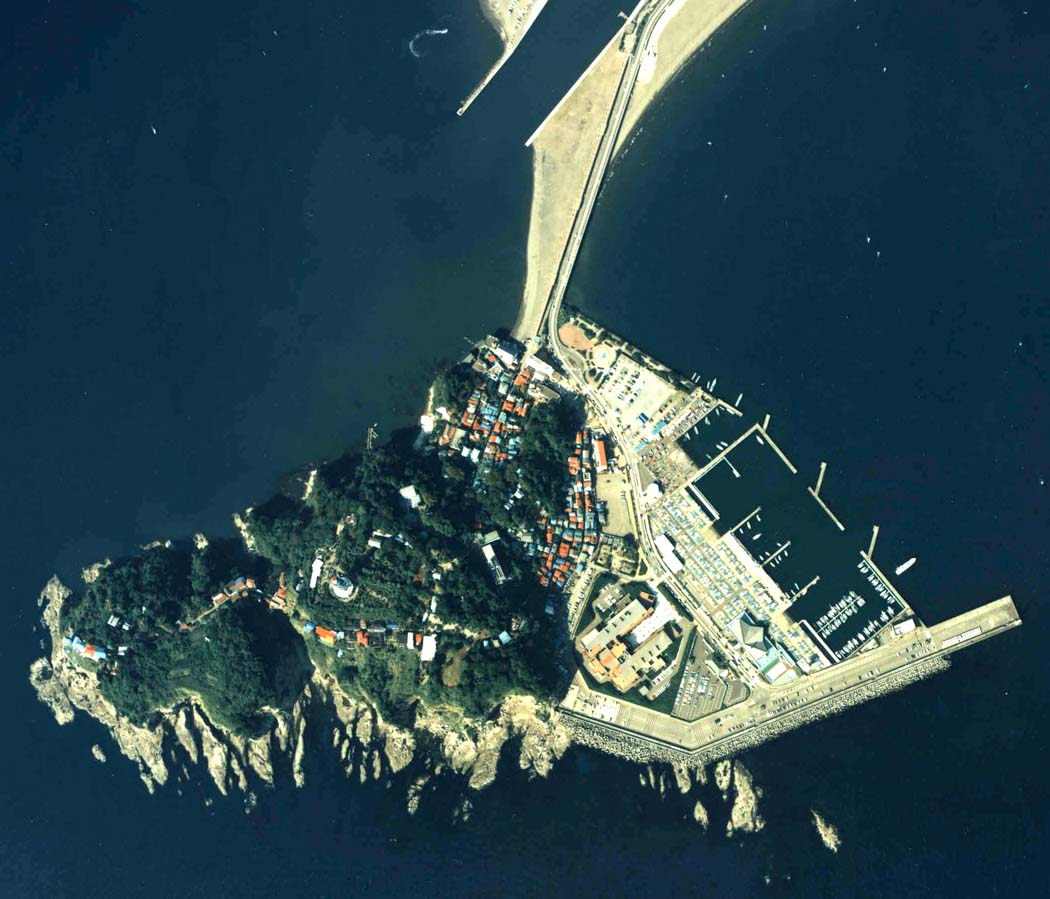
江の島の空中写真。島の東側の大部分をヨットハーバーが占めている様子が分かる。1988年撮影。

江の島ヨットハーバー（えのしまヨットハーバー）は、神奈川県藤沢市にある東日本最大級のヨットハーバー。

## 概要
このヨットハーバーは神奈川県藤沢市の沖にある島「江の島」の中にある。1964年10月に開催された東京オリンピックのヨット競技の会場として使うために、1961年より江の島の北東側海岸にあった岩場を埋め立て1964年にヨットハーバーが完成した。
施設は、埋立地のうち約3300平米(m2)にヨット係留施設を建設し、その中に鉄筋3階建クラブハウス・約500台駐車可能の駐車場なども合わせて建設され、またヨットだけでなく2000t級の観光船なども発着できるように全長115mの岸壁を設置し、その場所は水深7mまで掘削された。
1964年8月18日午前10時にオリンピック関係者や神奈川県知事などを招いて落成式が開催された。そしてオリンピック終了後に一般人も利用できる施設として開放された。
2015年にクラブハウスは改築される。
2020年開催予定の東京オリンピックではセーリングの競技会場として2015年6月のIOC理事会によって決定された。
2021年、東京2020オリンピックのセーリング競技が開催された。

## 施設諸元
- 建設費　　約24億円(当時)
- 埋立面積　117,300m2
- 係留可能数　約96隻